# Zeča
Zeča je nenaseljen otok u Jadranskom moru, u Kvarnerskom zaljevu.

## Zemljopisne osobine
U Državnom programu zaštite i korištenja malih, povremeno nastanjenih i nenastanjenih otoka i okolnog mora Ministarstva regionalnoga razvoja i fondova Europske unije, spominje se kao "otok".
Njegova površina iznosi 2,549702 km², obalnacrta duga je 9.613 metara, a najviši vrh je na 65 metara.

## Smještaj
Zeča se nalazi oko 4 km zapadno od otoka Cresa i pripada cresko-lošinjskom otočju. Administrativno je dio grada Cresa.
Na sjeveru je udaljen od Cresa samo 2,8 km između rtova Tanki na Zeči i Kijac na Cresu kraj naselja Martinšćica. 6 km jugoistočno je Lošinj, a 8 km jugozapadno je otok Unije. Malo više od 10 km zapadno je usamljeni i vrlo mali otočić Galijola. Daleko (oko 24 km) na zapadu je Istra.

## Plovidba
U neposrednoj blizini sa zapada se nalaze hridi Pregaznik i greben Seka, a s istoka hrid Mišar. Između Zeče i susjednog Cresa je otočić Visoki.
Na jugozapadnom dijelu otoka je svjetionik izgrađen kao četverokutna kula visoka 8 metara. Svjetionik svijetli dvjema svjetlima: bijelom između 14. i 356. stupnja, a crvenom između 356. i 14. stupnja. Takvo osvjetljenje služi upozoravanju nautičarima koji prilaze sa sjevera na spomenute hrid Pregaznik i greben Seku.
Najsjevernija točka je Tanki rt. Najjužnija točka je Debeli rt.
More oko Zeče se postupno spušta u dubinu, ali je između spomenutih hridi i grebena te Zeče vrlo plitko.
Obale su niske i pristupačne s brojnim plažama. Slabo su razvedene, ali ipak ima nekoliko uvala. Najveća je plitka uvala Slanci na središnjem dijelu zapadne strane otoka, koja je ujedno i najposjećenija. Osim nje na zapadnoj obali još su uvele Lupeška i Stari Mrgari koja ukazuju na iskorištavanje otoka za ispašu ovaca. Na istočnoj strani su uvale: Dražica, malena, ali jedinstvena uvala Pećina do koje vodi i put iz uvale Slanci, te uvala Ustrinski portić na krajnjem jugoistoku koja je položajem okrenuta prema drugom naselju na Cresu čiji mještani iskorištavaju Zeču, Ustrine.

## Odlike
Pruža se u smjeru sjever-jug u duljini od 3,8 km. Najviši vrh je 65 mnm na južnom dijelu otoka. Otok je, s obzirom na krško tlo, dobro obrasao vegetacijom.
Otok niti ljeti nije povezan nikakvom brodskom linijom iako pored njega prolazi katamaran koji povezuje cresko-lošinjsko otočje s Rijekom. Tijekom deset mjeseci je potpuno pust, a ljeti ga posjećuju nautičari.

## Vanjske poveznice
|  | Zajednički poslužitelj ima još gradiva o temi Zeča |